# Nathuram Godse
Nathuram Vinayak Godse, marathi: नथूराम विनायक गोडसे (ur. 19 maja 1910 w Baramati, zm. 15 listopada 1949 w Ambala) – indyjski dziennikarz i fundamentalista, członek Rashtriya Swayamsevak Sangh i Akhil Bharatiya Hindu Mahasabha.
30 stycznia 1948 zastrzelił Mahatmę Gandhiego, ponieważ obarczał go winą za rozdzielenie Indii na Indie i Pakistan. Został za ten czyn skazany na śmierć i powieszony.